# Lucien Owona
Lucien Franck Owona-Ndong (Duala, Camerún, 8 de agosto de 1990), más conocido como Owona, es un futbolista internacional camerunés que juega de defensa.

## Trayectoria
Juega de defensa y, hasta 2009, jugaba en su Camerún natal, en la Academia Camrail Sports, y en 2007 fichó por el A. S. Cetef en la MTN Elite Two, la segunda división camerunesa. Ha sido internacional en las categorías inferiores de la selección camerunesa e, incluso, fue seleccionado por la selección absoluta para los Juegos Panafricanos de 2011.
En enero de 2017, después de jugar seis temporadas en Segunda B, acumulando experiencia en Real Oviedo, Noja, Arroyo y Villanovense, logró dar el salto al fútbol profesional para fichar por la A. D. Alcorcón, que cerró su incorporación después de que el central lograra su salida del Villanovense, club en el que había encontrado la progresión y la estabilidad.
Unos meses después llegó a la U. D. Almería, donde estuvo hasta enero de 2020. En septiembre del mismo año firmó por dos temporadas con el Extremadura U. D., aunque a mitad de curso rescindió su contrato y se marchó a la U. E. Cornellà. En agosto de 2021 inició una nueva experiencia en la U. D. Socuéllamos. Esta duró hasta enero de 2022 y empezó otra en el C. D. Laredo.
En agosto de 2023 el Caudal Deportivo anunció su fichaje, pero finalmente este no se produjo ya que el jugador se quedó en Camerún por motivos familiares.

## Clubes
| Club                         | País    | Año       |
| ---------------------------- | ------- | --------- |
| Academia Camrail Sports FC   | Camerún | 2005-2006 |
| AS Cetef                     | Camerún | 2006-2007 |
| Les Astres F. C.             | Camerún | 2007-2009 |
| Paris Saint-Germain F. C. II | Francia | 2009-2010 |
| Real Oviedo Vetusta          | España  | 2010-2011 |
| Real Oviedo                  | España  | 2011-2013 |
| S. D. Noja                   | España  | 2013-2014 |
| Arroyo C. P.                 | España  | 2014      |
| C. F. Villanovense           | España  | 2014-2015 |
| Caudal Deportivo             | España  | 2015      |
| C. F. Villanovense           | España  | 2016-2017 |
| A. D. Alcorcón               | España  | 2017      |
| U. D. Almería                | España  | 2017-2020 |
| Extremadura U. D.            | España  | 2020-2021 |
| U. E. Cornellà               | España  | 2021      |
| U. D. Socuéllamos            | España  | 2021-2022 |
| C. D. Laredo                 | España  | 2022      |
| U. D. Gran Tarajal           | España  | 2023      |